# Raymond Lefèvre (homme politique)
Raymond Lefèvre est un agriculteur et homme politique français né le 2 avril 1894 à La Sabotterie (Ardennes) et mort le 21 juin 1957 au même lieu. Il est député conservateur des Ardennes entre 1951 et 1955.

## Biographie
Raymond Lefèvre s'engage en politique quelques années après la fin de la Première Guerre mondiale. Conseiller municipal de son village natal, La Sabotterie, à partir de 1925, il en devient maire dix ans plus tard. Il garde la confiance de ses concitoyens jusqu'en 1956.
Conseiller général de Tourteron à la faveur d'une partielle en 1938, il conserve ce mandat jusqu'en 1957.
Agriculteur, il s'investit dans les milieux coopératifs et syndicaux. Ayant participé de la Grande Guerre, au cours de laquelle il s'est distingué, il est après 1945 président de la Société des Anciens combattants des Ardennes.

### Député
Lefèvre se présente aux élections d'Assemblée constituante en 1945 et 1946 sur la liste du Parti républicain de la liberté mais échoue dans les deux cas à se faire élire. Candidat Indépendant et Paysan, il devient député en 1951. Bien qu'ayant obtenu un score assez faible (10,1%  des voix), il est élu grâce au système d'apparentements avec la gauche (SFIO et radicaux-socialistes) et les démocrates-chrétiens.
Il est membre de la Commission des Pensions et de celle de la Reconstruction, des dommages de guerre et du logement.
Il vote la confiance aux gouvernements Faure et Pinay. Il se montre très investi dans les questions de reconstruction et d'anciens combattants.
Candidat à nouveau en janvier 1956, il ne parvient pas à être réélu. Ayant fait un mauvais score dans sa commune, il démissionne de son mandat de maire la même année.

#### Engagement en faveur de la construction européenne
Il se montre en faveur du traité de Paris instituant la Communauté européenne du charbon et de l'acier (CECA) et de la Communauté européenne de défense (CED) en votant contre la question préalable, déposée par Adolphe Aumeran, qui rejettera l'accord.

## Décorations
- Chevalier de la Légion d'honneur (3 novembre 1954)
- Médaille militaire (13 décembre 1917)
- Croix de guerre 1914–1918
- Médaille interalliée de la Victoire